# Fumija II - podmorje
Fumija II - podmorje este o arie protejată (sit de importanță comunitară — SCI) din Croația întinsă pe o suprafață de 200,19 ha, integral marine.

## Localizare
Centrul sitului Fumija II - podmorje este situat la coordonatele 43°28′55″N 16°14′10″E / 43.482°N 16.236°E.

## Înființare
Situl Fumija II - podmorje a fost declarat sit de importanță comunitară în iulie 2013 pentru a proteja un număr necunoscut de specii din flora spontană și fauna sălbatică aflate în arealul zonei.

## Biodiversitate
Situată în ecoregiunea marină mediteraneană, aria protejată conține 2 habitate naturale: Recifuri, Straturi cu Posidonia (Posidonion oceanicae).
La baza desemnării sitului se află un număr nedeclarat de specii protejate.